# 志村貞盈
志村 貞盈（しむら さだみつ）は、戦国時代から江戸時代にかけての武将旗本。甲州九口之道筋奉行、後に八王子千人同心9人の千人頭の内の一家。通称は又左衛門。後世の作品によっては志村光家と称される。長野県佐久市志村郷出身の清和源氏小笠原氏の庶流。

## 概要
永禄10年（1567年）頃に成立と推察される「武田信玄陣立書」に旗本の横目衆、各鉄砲に所属とされている。織田信長の甲州征伐の後、本多正信の取りなしによって早期に徳川家康につきご朱印状(天正壬午起請文参照)を受け取り、甲州九口之道筋奉行の一人となる。天正12年（1584年）小牧・長久手の戦いに従軍。慶長5年（1600年）の関ヶ原の戦いに従軍。1590年（天正18年）に徳川家康の国替えに伴い、甲斐より小田原征伐直後の混乱した八王子へ配下50名の同心と移住し、9人の八王子千人同心の千人頭の一家となった。後に部下同心が100人に増員される。

## その他
貞盈は、長篠合戦屏風に戦死した山県昌景の首級を敵に奪われない様持ち去る描写があり、首を持ち帰ったとされている。甲陽軍鑑においては、役職から志村文左衛門と同一と推察される。
しばしば、フィクション作品では志村光家と称され、山県の配下とされる事があるが、確認できる役職は直参の横目付である。他にも山県の配下に志村宮内丞という手柄の多い家臣が存在する。また、天正壬午起請文の山県政景配下に志村清三郎の名がある。

志村氏は、甲斐武田家には早くから従っていたため、武田家の金座、勘定奉行を務めた志村氏と同一人物かは資料が少なく不明。

## 系譜
甲斐国志によると信濃国佐久郡志村にあった清和源氏小笠原氏の庶流。伴野時直の後裔を称す。
270石の旗本として八王子にて千人頭として残ったため、江戸時代を通じて存続し、幕末に子孫の志村貞廉が浜松へ移住し、東京に戻った日記などが残っている。
多摩地域に知行地を持っていた。末裔は八王子市の元八王子に集中して住んでいる。

## 注
1. 1 2 3  『寛政重修諸家譜』巻第千二百四十五
2. ↑  太田亮『姓氏家系大辞典 第2巻』姓氏家系大辞典刊行会、1936年、2912頁。